# Petite-Terre
Cet article concerne l'île de l'archipel de Mayotte. Pour les îles de Guadeloupe, voir Îles de la Petite-Terre.
« Pamanzi » redirige ici.  Pour la commune de Mayotte, voir Pamandzi.
Petite-Terre (en mahorais : Pamanzi) est une île française du département d'outre-mer de Mayotte. L'île abrite les communes de Dzaoudzi et de Pamandzi. C'est la deuxième île de Mayotte par sa superficie.

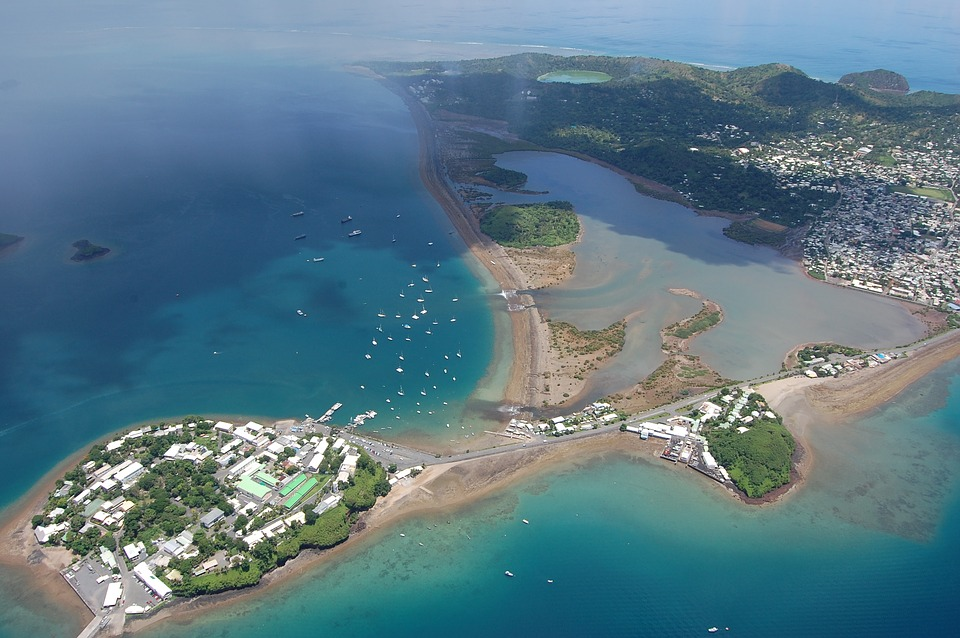
Le rocher de Dzaoudzi, le boulevard des Crabes, la vasière des Badamiers et une partie de Petite-Terre, vus d'avion.
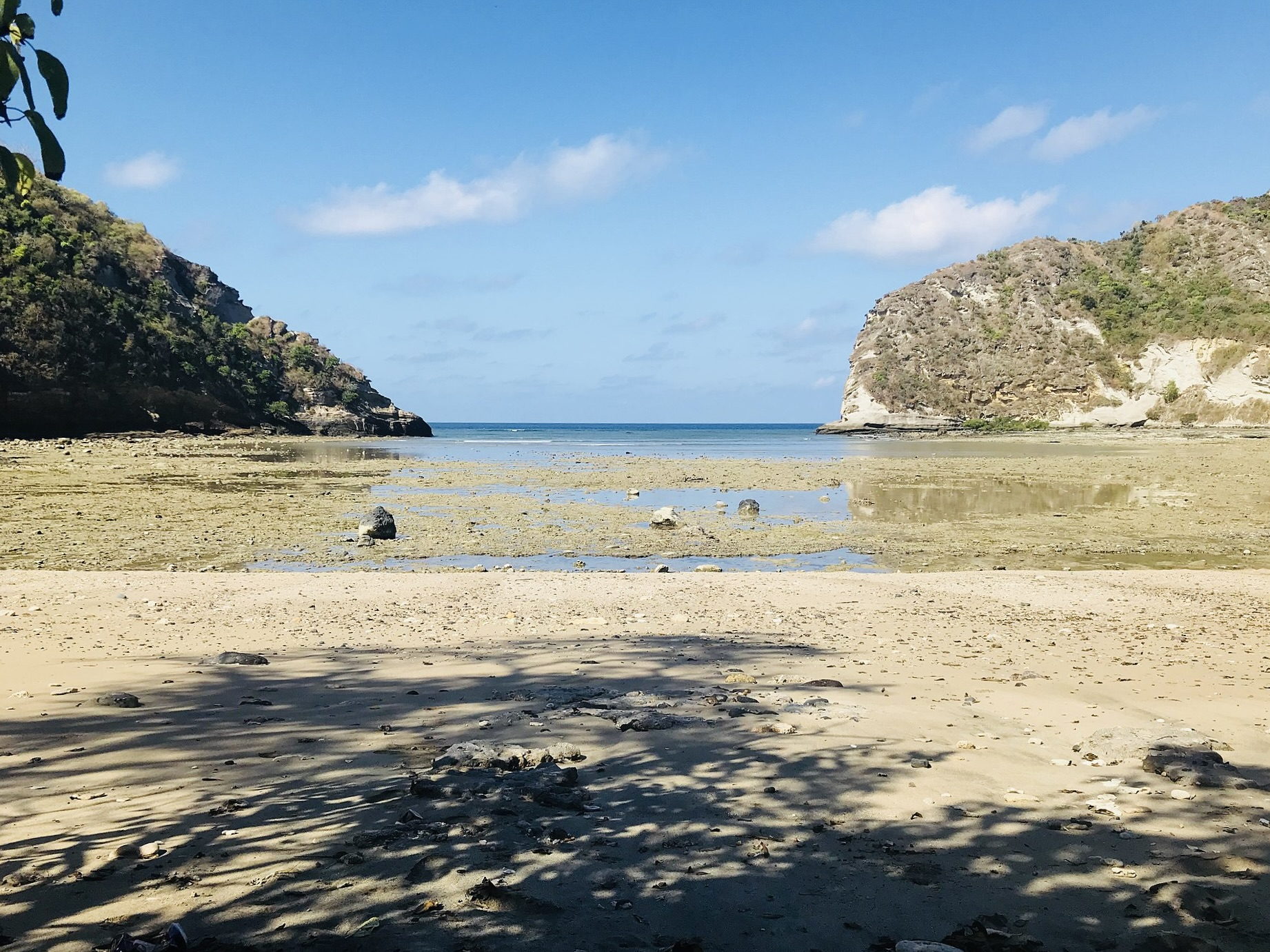
Plage de Grand Moya.
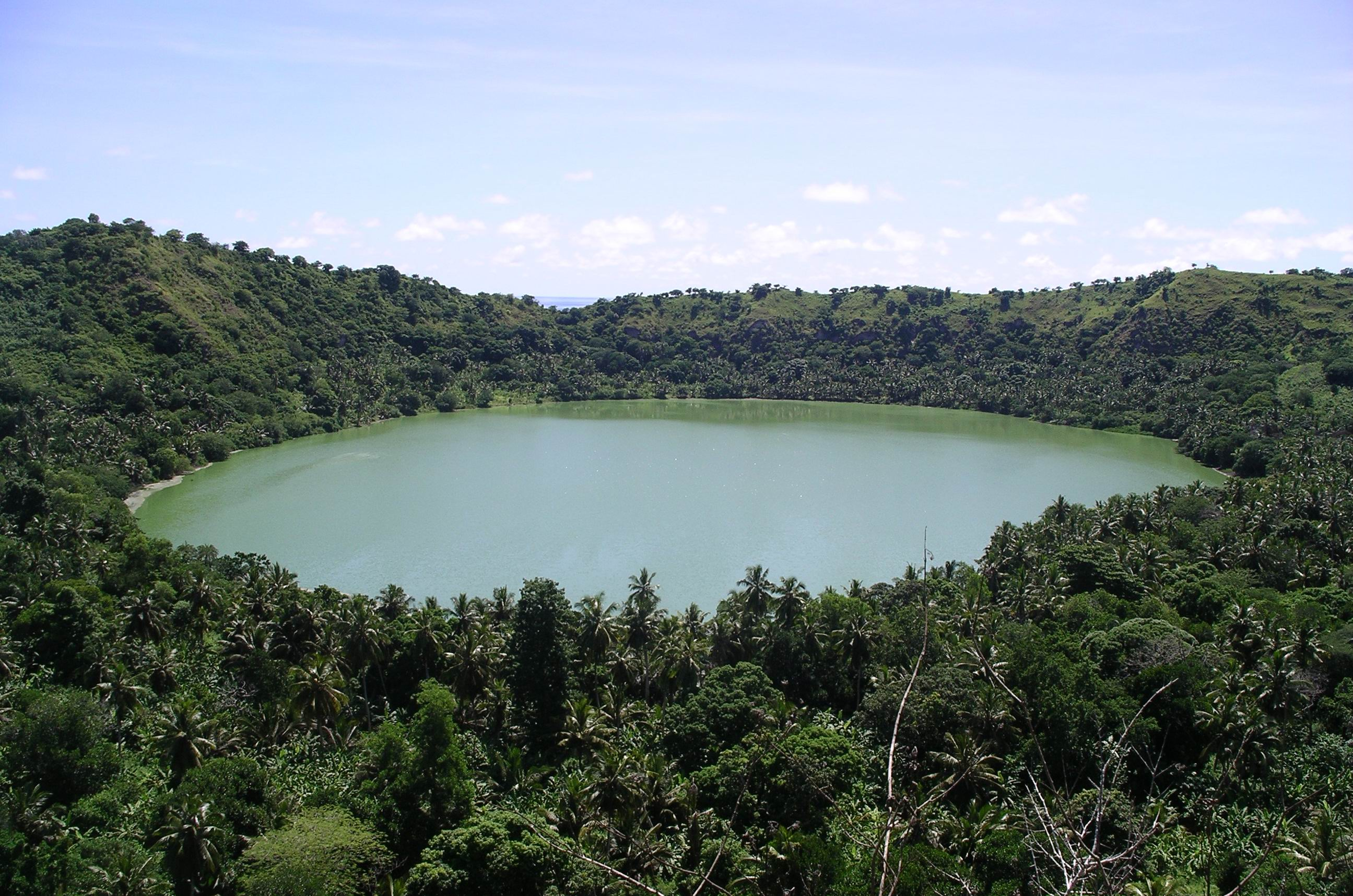
Vue générale du lac Dziani.

## Géologie
Petite-Terre est une île volcanique qui comporte notamment quatre édifices explosifs phonolitiques formés au Quaternaire. Le volcanisme explosif de Petite-Terre est l'expression subaérienne la plus occidentale d'une chaîne volcanique longue de 60 km, dont la pointe orientale a été en 2018-2020 le site de l'éruption sous-marine du nouveau volcan Fani Maoré. La persistance d’une activité sismique profonde et d'un dégazage magmatique le long de la chaîne volcanique pose la question d'une éventuelle réactivation à terre.

## Infrastructures
C'est sur cette petite île que se concentrent les militaires, les gendarmes, les professeurs, les ressources en électricité et carburant de Mayotte. Elle abrite notamment le centre d'écoute militaire des Badamiers, composante du réseau Frenchelon.
Elle est reliée à l'île principale par des barges régulières qui arrivent à Mamoudzou, chef-lieu et ville la plus peuplée de Mayotte.
L'aéroport de Dzaoudzi-Pamandzi a la particularité d'accueillir des vols internationaux, il n'y a pas de contrôle d'approche, seulement un contrôle d'aérodrome ayant la particularité d'être régulièrement en fréquence avec des appareils au niveau de vol FL400.
Dzaoudzi dispose également d'un petit port de plaisance.